# روکسوبل (کارولینای شمالی)
روکسوبل (به انگلیسی: Roxobel) شهری در ایالت کارولینای شمالی کشور ایالات متحده آمریکا است که جمعیت آن در سرشماری سال ۲۰۱۰ میلادی، ۲۴۰ نفر بوده‌است.